# Данлир

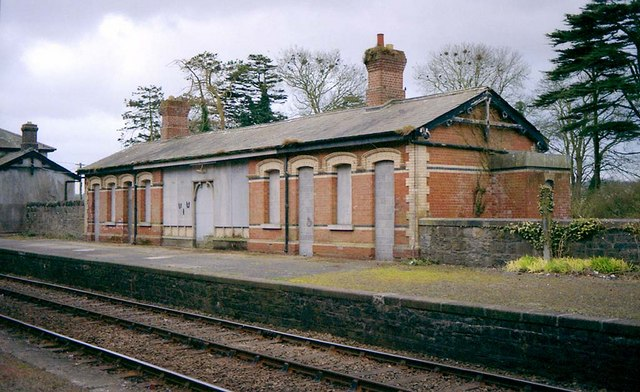
Местная железнодорожная станция

Данлир (англ. Dunleer; ирл. Dún Léire) — (переписной) посёлок в Ирландии, находится в графстве Лаут (провинция Ленстер). Город расположен на пересечении региональных дорог R132, R169 и R170, на полпути между Дандолком и Дроэдой. Данлир был центром приборостроения, начиная с конца 1930-х годов и до сих пор имеются два завода, в которых работают несколько сот человек.

## Демография
Население — 1449 человек (по переписи 2006 года). В 2002 году население составляло 1014 человек.
Данные переписи 2006 года:
| Общие демографические показатели |               |                               |                               |      |      |
| Всё население                    | Всё население | Изменения населения 2002—2006 | Изменения населения 2002—2006 | 2006 | 2006 |
| 2002                             | 2006          | чел.                          | %                             | муж. | жен. |
| 1014                             | 1449          | 435                           | 42,9                          | 727  | 722  |

В нижеприводимых таблицах сумма всех ответов (столбец «сумма»), как правило, меньше общего населения населённого пункта (столбец «2006»).
| Религия (Тема 2 — 5 : Число людей по религиям, 2006) |             |                |             |            |       |      |
| Католики, чел.                                       | Католики, % | Другая религия | Без религии | не указано | сумма | 2006 |
| 1346                                                 | 92,9        | 76             | 17          | 10         | 1449  | 1449 |

| Этно-расовый состав (Этничность. Тема 2 — 3 : Постоянное население по этническому или культурному происхождению, 2006) |            |              |       |        |        |            |       |       |
| Белые ирландцы | Лухт-шулта | Другие белые | Негры | Азиаты | Другие | Не указано | сумма | 2006  |
| 1327 | 0          | 59           | 30    | 2      | 12     | 15         | 1445  | 1449  |
| Доля от всех отвечавших на вопрос, %                                                                                   |            |              |       |        |        |            |       |       |
| 91,8 | 0,0        | 4,1          | 2,1   | 0,1    | 0,8    | 1,0        | 100   | 99,71 |

1 — доля отвечавших на вопрос о языке от всего населения.
| Владение ирландским языком (Тема 3 — 1 : Число людей от 3 лет и старше по способности говорить по-ирландски, 2006) |      |            |       |       |
| Владеете ли Вы ирландским языком?                                                                                  |      |            |       |       |
| Да | Нет  | Не указано | сумма | 2006  |
| 428 | 908  | 24         | 1360  | 1449  |
| Доля от всех отвечавших на вопрос о языке, %                                                                       |      |            |       |       |
| 31,5 | 66,8 | 1,8        | 100   | 93,91 |

1 — доля отвечавших на вопрос о языке от всего населения.
| Использование ирландского языка (Тема 3 — 2 : Говорящие по-ирландски от 3 лет и старше по частоте использования ирландского языка, 2006) |                                                            |                                               |                                               |                                               |                                               |                                               |       |                                     |      |
| Как часто и где Вы говорите по-ирландски?                                                                                                |                                                            |                                               |                                               |                                               |                                               |                                               |       |                                     |      |
| ежедневно, только в образовательных учреждениях                                                                                          | ежедневно, как в образовательных учреждениях, так и вне их | в других местах (вне образовательной системы) | в других местах (вне образовательной системы) | в других местах (вне образовательной системы) | в других местах (вне образовательной системы) | в других местах (вне образовательной системы) | сумма | всего, отвечавших на вопрос о языке | 2006 |
| ежедневно, только в образовательных учреждениях                                                                                          | ежедневно, как в образовательных учреждениях, так и вне их | ежедневно                                     | каждую неделю                                 | реже                                          | никогда                                       | не указано                                    | сумма | всего, отвечавших на вопрос о языке | 2006 |
| 119 | 5                                                          | 6                                             | 21                                            | 142                                           | 127                                           | 8                                             | 428   | 1360                                | 1449 |
| Доля от всех отвечавших на вопрос о языке, %                                                                                             |                                                            |                                               |                                               |                                               |                                               |                                               |       |                                     |      |
| 8,8 | 0,4                                                        | 0,4                                           | 1,5                                           | 10,4                                          | 9,3                                           | 0,6                                           | 31,5  | 100                                 |      |

| Типы частных жилищ (Тема 6 — 1(a) : Число частных домовладений по типу размещения, 2006) |          |         |                 |            |       |      |
| Отдельный дом                                                                            | Квартира | Комната | Переносные дома | не указано | сумма | 2006 |
| 517                                                                                      | 19       | 0       | 1               | 1          | 538   | 1449 |